# Роберто Абальяй
Роберто Абальяй' (ісп. Roberto Aballay; нар. 22 листопада 1922 року, Буенос-Айрес) — колишній аргентинський футболіст, нападник.

## Ігрова кар'єра
Свою професійну кар'єру розпочав 1940 року у «Рівер Плейті». Виступав також за «Банфілд», «Сан-Лоренсо де Альмагро». 1943 року він залишає батьківщину та переїжджає до Мексики, де допомагає місцевому «Астуріасу» здобути чемпіонство у сезоні 1943–1944, ставши найкращим бомбардиром ліги з 40 голами у 24 іграх.. А 1945 року став найкращим гравцем року зони КОНКАКАФ.
Після війни кар'єру закінчував у Європі, провівши декілька сезонів у «Дженоа», «Нансі», «Меці» та «МК Алжир».